# Joseph Mary Plunkett
Joseph Mary Plunkett (em irlandês: Seosamh Máire Pluincéid, 21 de novembro de 1887 – 4 de maio de 1916) foi um nacionalista, poeta, jornalista irlandês e um dos líderes da Revolta da Páscoa de 1916. Logo após o fracasso da insurreição ele foi preso e executado pelos ingleses.

## Juventude
Plunkett nasceu em 26 Upper Fitzwilliam Street em um dos bairros mais ricos de Dublin. Seus pais vieram de origens ricas, e seu pai, George Noble Plunkett, foi nomeado conde papal.
Plunkett contraiu tuberculose (TB) ainda jovem e passou parte de sua juventude nos climas mais quentes do Mediterrâneo e do Norte da África. Ele passou um tempo em Argel, onde estudou literatura e língua árabe e compôs poesia em árabe. Foi educado na Catholic University School (CUS) e pelos jesuítas no Belvedere College em Dublin e mais tarde no Stonyhurst College, em Lancashire, Inglaterra onde adquiriu alguns conhecimentos militares do Officers' Training Corps. Ao longo de sua vida, Joseph Plunkett teve um interesse ativo na herança irlandesa e na língua irlandesa, e também estudou Esperanto. Plunkett foi um dos fundadores da Irish Esperanto Association em 1907. Ele ingressou na Liga Gaélica e começou a estudar com Thomas MacDonagh, com quem formou uma amizade para toda a vida. Os dois eram poetas interessados em teatro e ambos foram os primeiros membros dos Voluntários Irlandeses, ingressando em seu comitê provisório. O interesse de Plunkett pelo nacionalismo irlandês espalhou-se por toda a família, principalmente para seus irmãos mais novos, George e John, bem como para seu pai, que permitiu que sua propriedade em Kimmage, no sul de Dublin, fosse usada como campo de treinamento para jovens que desejavam escapar do recrutamento. na Grã-Bretanha durante a Primeira Guerra Mundial.

## Envolvimento na IRB
Em algum momento de 1915, Joseph Plunkett ingressou na Irmandade Republicana Irlandesa (IRB) e logo depois foi enviado à Alemanha para se encontrar com Roger Casement, que estava negociando com o governo alemão em nome da Irlanda. O papel de Casement como emissário foi autonomeado e, como ele não era membro do IRB, a liderança dessa organização desejava ter um de seus próprios contatos na Alemanha para negociar a ajuda alemã para um levante no ano seguinte. Ele estava procurando (mas não se limitando a) um carregamento de armas. Casement, por outro lado, gastou a maior parte de suas energias recrutando prisioneiros de guerra irlandeses na Alemanha para formar uma brigada para lutar pela Irlanda. Alguns nacionalistas na Irlanda viram isso como um esforço infrutífero e preferiram buscar armas. Plunkett conseguiu com sucesso a promessa de um carregamento de armas alemão para coincidir com o Levante.
De acordo com Ernest Blythe, o republicanismo de Plunkett não o impediu de sugerir, em uma reunião com os organizadores do Voluntário Irlandês em janeiro de 1915, que em certas circunstâncias seria do interesse irlandês que um príncipe católico alemão fosse coroado rei da Irlanda, nem ninguém objeto presente.  Durante o Levante da Páscoa, Plunkett e Patrick Pearse argumentaram em uma conversa com Desmond Fitzgerald que seria benéfico para o Príncipe Joachim da Prússia ser coroado rei.

## Na cultura popular
A balada irlandesa "Grace", escrita por Seán e Frank O'Meara, é um monólogo de Plunkett expressando seu amor por Grace e seu amor pela causa da independência irlandesa nas primeiras horas antes de sua execução.  A balada foi notavelmente regravada por Jim McCann.
A compositora americana Florence Turner-Maley usou o texto de Plunkett em sua canção “I See Him Everywhere”. 

Seu poema religioso "I See His Blood upon the Rose" é bem conhecido na Irlanda.